# Szendrey Júlia
Szendrey Júlia (Keszthely, 1828. december 29. – Pest, 1868. szeptember 6.) magyar költő, író, fordító; előbb Petőfi Sándor költő, majd Horvát Árpád történész felesége.

## Élete
Szendrey Júlia Keszthelyen, az Újmajorban született. Katolikus vallás szerint keresztelték 1829. január 1-jén. Apja, Szendrey Ignác (Aszaló, Borsod vármegye, 1800. november 9. – Budapest, 1895. szeptember 26.) gazdatiszt volt, aki előbb a Festetics-birtokon, a Rácz-birtokon [forrás?], utóbb a Károlyi család erdődi uradalmában szolgált. Édesanyja Gálovics Anna (?, 1805 körül – Mágocs, 1849. március 11.) volt. Szendrey Ignác 1828. február 18-án Nagykanizsán feleségül vette Gallovics Annát. Szendrey Júliának az apai nagyszülei Szendrey József és Mohácsy Mária voltak. Két testvére született: Szendrey Gyula (? – ?, 1850. március 1.) és Szendrey Mária (Szénás, 1838. október 23. – Pest, 1866. szeptember 10.). Utóbbi később Gyulai Pál költőhöz ment feleségül.
1838 és 1840 között Mezőberényben, a Wenckheim-kastélyban működő leánynevelő intézet tanulója volt, 1840 és 1844 között Pesten, a Lejtei-féle nevelőintézetben folytatta tanulmányait, ahol a jobb módú magyar nemesi családok neveltették leánygyermekeiket. Ezután ismét a mezőberényi kastélyban működő leánynevelő intézet tanulója lett (az épület később Fehérváry Celestina otthonául szolgált, 1896-tól haláláig).
Az erdődi uradalmi felügyelő leányának már korán alkalma nyílt megismerkedni mindazokkal az úrias vágyakkal és hajlamokkal, melyek először rendszerint az ilyen leánynevelő-intézetekben támadnak. Amikor szüleihez Erdődre visszakerült, ábrándjait a vadregényes vidék is nagyban ápolta. Júlia már kora ifjúságában sejteni engedte, hogy egykor kivételes különc teremtés válik belőle. Szülei mindazzal elhalmozták, ami után egy ártatlan lélek vágyódhat. Már férjhez menetele előtt kitűnően zongorázott, beszélt idegen nyelveket és jól táncolt, tehát minden tulajdonság megvolt benne, hogy társaságban szerepelhessen. Ő mégis kerülte az embereket, és legboldogabbnak akkor érezte magát, ha a zongorája mellé ülhetett, vagy a fák árnyékában Heinrich Heine verseit és George Sand regényeit olvashatta. Unalmasnak találta az uradalmi kört, a gazdaéletet pedig nyomorúságosnak vagy legalábbis nyárspolgáriasnak. Legmeghittebb barátnője Térei (Fleckl) Gábor uradalmi inspektor leánya, Mari volt, akivel kellemes órákat töltött.
1846. szeptember 8-án találkozott először az akkor már ismert és elismert alkotónak számító Petőfi Sándorral, Nagykárolyban. A költő legfontosabb múzsája lett, hozzá írta többek között a Nem csoda, ha újra élek, később a Reszket a bokor, mert…, a Szeptember végén, a Minek nevezzelek? és az Itt van az ősz, itt van újra… című verseit. Ezt az ismeretséget apja nem nézte jó szemmel, hiszen számára az akkori alszolgabíró, Uray Endre megfelelőbb vő lett volna.
Hogy miért is egyezett bele Petőfivel kötendő házasságába? Ady Endre írása szerint:
De bizony én úgy érzem, hogy az öreg Szendrey okosan zordoskodott és komédiázott, már azért is, mert abban az időben a komédiázás volt az őszinteség divatos formája. Gondolta az öreg Ignác úr: ez a leány így is, úgy is bolondot fog csinálni, összekerült egy másik bolonddal, ez a legokosabb megoldás. Legyenek egymáséi, hozomány se kell, támogatás sem, lelkiismeretesség sem, az övék lesz, hála istennek, mindenért minden felelősség.
1847. szeptember 8-án, egy évvel megismerkedésük után összeházasodtak Erdődön, a helyi evangélikus templomban. Az ifjú pár a szülőktől semmilyen támogatást, hozományt nem kapott, ennek ellenére meg tudták teremteni saját otthonukat. Petőfi tisztelte és becsülte George Sandot, a különc írónőt, aki Júliára is nagy hatással volt. A fiatalasszony egyike volt azon kevés nőknek, akik abban az időben szoknya helyett rendszeresen nadrágot viseltek és szivaroztak. 

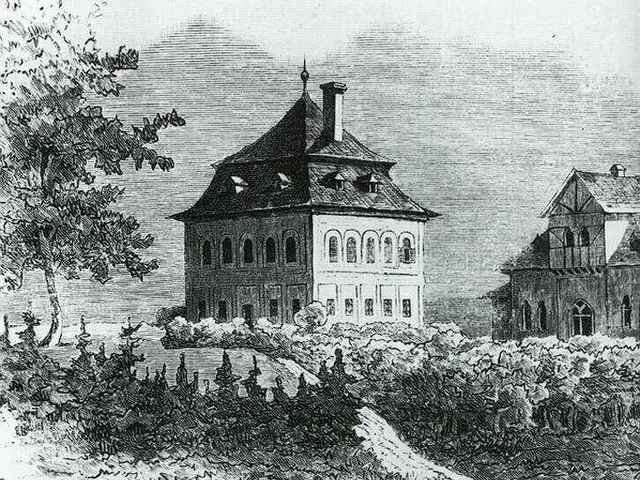
A Teleki-kastély Koltón

A pár mézesheteit Koltón, a Teleki-kastélyban töltötte el. Édesapja „később megbékélt Júlia lánya szókimondó, önérzetes első férjével is, mindenesetre családjáról gondoskodott életük végéig”, „anyagiak tekintetében nagyvonalúan segítette lányait”.
Szendrey Júlia 1848 márciusában lett állapotos. Március 15-én ő varrta és tűzte Petőfi Sándor mellére a később ismertté vált kokárda első példányát (ezt a párizsi trikolór mintájára készítette). Petőfi naplójában olvasható, hogy felesége ezen a napon piros-fehér-zöld főkötőt varrt magának, miközben ő a Nemzeti dalt írta. Állapotossága miatt azonban később nehezen viselte az egyedüllétet. Zoltán fiuk december 15-én született meg.
Férjét 1849. július 20-án Tordán látta utoljára. Petőfi még két levelet írt nejének, azután halálhírét hozták.
Petőfiné ekkor kisfiával Kolozsvárra utazott. Azt hitte, hogy férje, aki Erdélyben tűnt el, ott is kerülhet elő leghamarabb. Hiába várt, hiába remélt. Atyja írta, hogy nyugalmas otthon, s ölelő karok várják. 1850 februárjában elhagyta Kolozsvárt, és Erdődre ment. Zoltán fiát otthagyta, s ő Pestre utazott egyedül. Ezt az utat megelőzően pár napot Székelyudvarhelyt is töltött, és meglátogatta azt a helyet, ahol a férje vélhetőleg elesett. 1850. április 24-én érkezett Pestre; először a Mátyás-szállóban vett ki lakást, majd Garayéknál húzódott meg, akik ekkor a barátok épületében laktak. Vigasztalódni azonban sehogyan sem tudott. Elhatározta, hogy Törökországba megy, ott keresi tovább a férjét; Haynau azonban visszautasította útlevélkérelmét. Lichtenstein Ferenc herceghez, Haynau bizalmas emberéhez fordult ekkor, aki vigasztalta, várakozásra intette, sőt lakásán meg is látogatta. Ez akkor a lapokban és az ismerősei körében is sok pletykára adott alkalmat. A valóság azonban az volt, hogy a herceg végül választás elé állította Júliát: vagy elmegy vele szeretőjeként Bécsbe, vagy elintézi, hogy kiutasítsák és meghurcolják.
1850. július 20-án végső kétségbeesésében Horvát Árpád történész, egyetemi tanárhoz írt levelet, akit legtöbbre becsült, s aki iránt bizalommal viseltetett, hogy látogassa meg. Amikor a férfi megjelent, egy csomagot akart neki átadni, hogy azt, ha két hét múlva se térne vissza Pestre, elégesse. Horvát Árpád a fiatal nőt igyekezett lebeszélni a szándékáról, de mivel ez nem sikerült, hajfürtöt kért tőle örök emlék gyanánt. „Azt nem teszem, mert ilyen emléket osztogatni sohasem volt szokásom. Hanem ha akarja, ez mind az öné lehet” – mondta Szendrey Júlia, s ekkor ujjaival rövidre vágott hajába markolt. Másnap, július 21-én titokban megesküdtek. Az eskető pap – gondolva a jövőben történő lehetséges nyomozásokra, kutatásokra – nem tüntette fel Szendrey Júlia első asszonynevét, hanem lánykori nevén lett bejegyezve. Ezt az eseményt a lapok elég későn és pár hideg szóban, illetve gúnnyal említették. Második házasságát országos felháborodás kísérte, Arany János ezek után írta meg A honvéd özvegye című művét, de ezt csak jóval később, 1888-ban adták ki. Júlia azonban – mint leveleiből kitűnik – először boldognak érezte magát új családi körében. Új házasságában négy gyermeke született: Attila, Árpád, Viola és Ilona. A Petőfivel kötött házasságából született Zoltánnal is törődött, bár a fiú eléggé megbízhatatlannak és bárminémű iskola elvégzésére alkalmatlannak bizonyult a magatartása miatt. A garabonciás fiú vándorszínésznek állt, verseket írt (ezeket aztán korai halála után Déri Gyula jelentette meg).
1856-ban Magyarországon Hans Christian Andersen meséi először nyomtatásban Szendrey Júlia fordításában jelentek meg, olyan mesékkel, mint A császár új ruhája vagy a Rendíthetetlen ólomkatona. Ezekben a fordításokban bátran használta a korabeli magyar gyermekfolklór elemeit is.

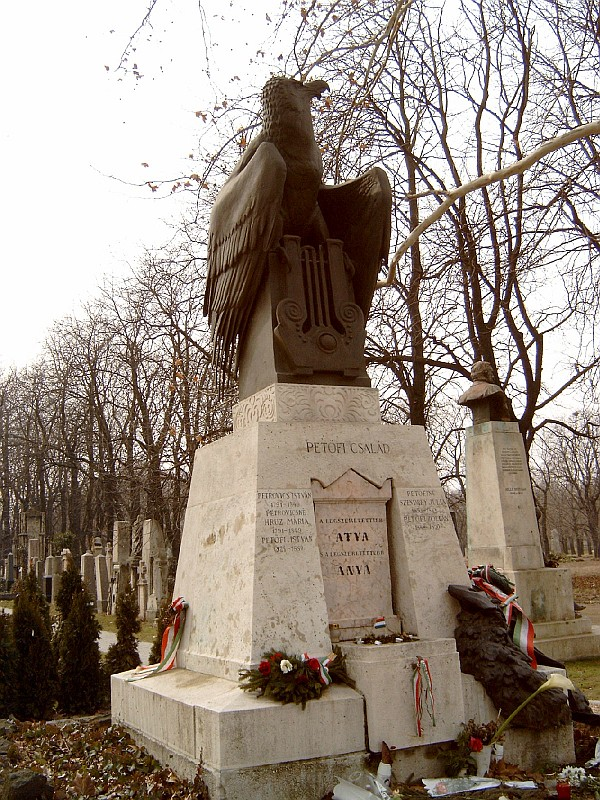
A Petőfi (Petrovics) család és Szendrey Júlia sírja Budapesten. Kerepesi temető: 17/1-1-1.

1867-ben megfogamzódott benne az az akkoriban különösnek tűnő elhatározás, hogy elköltözik a férjétől. Ismerősei hiába figyelmeztették a külvilág ítéletére és egyre súlyosbodó betegségére – méhrákot diagnosztizáltak nála –, nem voltak képesek őt lebeszélni szándékáról. Csakugyan elköltözött a Zerge (ma Horánszky) utcai külön lakásba, ahol 1868. szeptember 6-án hosszú szenvedés után meghalt. Még nem töltötte be a 40. életévét sem. Különköltözését a közvélemény valóban nem nézte jó szemmel, de a titokról csak az utókor szerezhetett tudomást, hogy miért történt. Júlia előkerült naplójából, feljegyzéseiből kiderült, hogy férjével megromlott a házasságuk, amely amúgy is nélkülözte a szerelmet, és csak barátságon alapult. A végső lökést az adta Szendreynek, amikor kiderült, hogy férje egyéb viszonyai mellett pornóújságokkal töltötte idejének nagy részét. Férje egyébként nem volt mellette sem betegségében, sem halálos ágyánál, így értékes iratait is Tóth Józsefre bízta Júlia, aki ekkor már teljesen elutasította férjét annak viselkedése, megváltozott magatartása miatt, és válni akart.
Temetéséről atyja, a 68 éves Szendrey Ignác gondoskodott, eredeti sírján leánykori neve szerepelt. Jelenleg közös koporsóban nyugszik Zoltán fiával a Kerepesi úti temetőben, egy sírban nyugszik első férje szüleivel és Petőfi Istvánnal, Sándor öccsével. A Kerepesi temetőben sírjára – annak ellenére, hogy Horvát Árpád feleségeként halt meg – ez áll felvésve: Petőfi Sándorné, Szendrey Júlia, élt 39 évet. Júlia édesapja csaknem 95 évesen hunyt el.
Az utókor is vegyesen ítélte meg Petőfihez fűződő kapcsolatát és második házasságát.
Szendrey Júlia érzéseiről így vallott halálos ágyán atyjának írt levelében:
„Apám azt mondta, hogy én boldogtalan leszek Sándor mellett. Asszonynak még nem adatott olyan boldogság, mint amit én éreztem, mikor együtt voltunk Sándorommal. Királynője voltam, imádott engem és én imádtam őt. Mi voltunk a legboldogabb emberpár a világon s ha a végzet közbe nem szól, ma is azok volnánk.”
Mikes Lajos és Dernői Kocsis László feldolgozták Szendrey Júlia előkerült naplóját, leveleit és halálos ágyán tett vallomását, Bethlen Margit grófnő pedig előszót írt hozzá. A személyével kapcsolatos negatív megítélés megváltozását tették ezzel lehetővé, amely sok esetben megbízhatatlan tanúvallomások elterjedése, hitelesnek nem mondható színdarabok előadása, illetve rosszindulatú pletykák nyomán született.

## Gyermekei
Első férjétől, Petőfi Sándor költőtől (Kiskőrös, 1823. január 1. – Fehéregyháza körül, 1849. július 31.) egy fia született (házasság: 1847. szeptember 8.):
- Petőfi Zoltán (Debrecen, 1848. december 15. – Pest, Józsefváros, 1870. november 5.) – fiatalon hunyt el tüdőbajban.[12]

Második férjétől, Horvát Árpád történésztől (Pest, 1820. február 23. – Budapest, 1894. október 26.) négy gyermeke született (házasság: 1850. július 20.):
- Horvát Attila (?, 1851. – Pest, 1873. május 6.) – fiatalon hunyt el féltestvéréhez hasonlóan tüdőbajban;[3][13][14]
- ifj. Horvát Árpád (Pest, 1855. július 18. – Budapest, 1887. február 3.) – kábítószer-függősége miatt fiatalon öngyilkos lett;[15]
- Horvát Viola (?, 1857. július 2. – ?, 1857 folyamán) – csecsemőként hunyt el;[3][16]
- Horvát Ilona, később Hamvas Károlyné, majd Machek Gusztávné (?, 1859. július 26. – Budapest, 1944 novembere[3] vagy Salzburg, 1945.) – egyedül ő érte meg az öregkort.[14][17][18]

## Művei és fordításai, szövegkiadások
- Andersen meséi; ford. Szendrey Júlia; Lampel, Pest, 1858
- Andersen meséi; ford. Szendrey Julia; 2. kiad.; Lampel, Budapest, 1874
- Petőfi és Juliskája. Szendrey Júlia naplója és levelei Térey Marihoz; előszó Jókai Mór, bev. Róna Béla; Magyar Nők Lapja, Budapest, 1894
- Petőfiné Szendrey Júlia naplója és levelei Térey Marihoz; előszó Jókai Mór; Lampel, Budapest, 1898 (Magyar könyvtár)
- Petőfiné Szendrey Júlia eredeti elbeszélései; összegyűjt., jegyz. Bihari Mór, ill. Mühlbeck Károly; Kunossy-Szilágyi, Budapest, 1909 (Petőfi-könyvtár)
- Petőfiné Szendrey Júlia költeményei és naplója; összegyűjt., bev., jegyz. Bihari Mór; Kunossy-Szilágyi, Budapest, 1909 (Petőfi-könyvtár)
- Szendrey Júlia levelesládájának kincsei / Arany János elveszett kéziratai. Petőfi Sándor ismeretlen kéziratai; bev., jegyz. Mikes Lajos; Lantos, Budapest, 1928
- Szendrey Júlia ismeretlen naplója, levelei és haláloságyán tett vallomása; előszó Bethlen Margit, sajtó alá rend. Mikes Lajos, Dernői Kocsis László; Genius, Budapest, 1930 Online változat
- Petőfi Sándorné Szendrey Júlia naplója és levelei Térey Marihoz; előszó Jókai Mór; Lampel-Wodianer, Budapest, 1946 (Magyar dolgozók könyvtára)
- „Ha eldobod egykor az özvegyi fátyolt…”. Szendrey Júlia naplója, levelezése barátnőjével és vallomása halottas ágyán; szerk. Szathmáry Éva, Ciceró, Budapest, 1999
- Andersen meséi; ford. Szendrey Julia; Dán Kulturális Intézet Egyesület, Kecskemét, 2000 (A Dán Kulturális Intézet Egyesületének kiadványai)
- „Naponként árvább”. Szendrey Júlia naplója; sajtó alá rend. Ajkay Alinka, Szentes Éva; EditioPrinceps, Budapest, 2015 (Női tükörben)
- „Naponként árvább”, Szendrey Júlia naplója; sajtó alá rend. Ajkay Alinka, Szentes Éva; 2. átdolg. kiad.; EditioPrinceps, Budapest, 2016 (Női tükörben)
- Családi levelek. Szendrey Júlia élete, pályája és levelezése Szendrey Máriával; sajtó alá rend., jegyz. Ratzky Rita; Szépmíves, Budapest, 2018
- Szendrey Júlia összes verse; sajtó alá rend., tan., jegyz. Gyimesi Emese; Kortárs, Budapest, 2018
- Szendrey Júlia elbeszélései és meséi; sajtó alá rend., tan., jegyz. Gyimesi Emese; Szendrey Júlia-kutatás, Budapest, 2021.

## Naplója
Júlia naplóját tekintve nem lehetünk abban biztosak, hogy nem szerette volna azt, hogy az utókor később elolvassa naplóját, sőt inkább azt lehet kikövetkeztetnünk, hogy igenis az utókornak szánta ezeket a feljegyzéseket, hiszen nem semmisítette meg őket halála előtt, hanem Tóth Józsefre bízta levelesládáját minden kéziratával. Eme tettével egyfajta biztosítékot hagyott hátra, hogy később megvédhessék nevét a sok rosszakaróval szemben, akik elítélték őt.
Júlia naplóját olvasva arra is következtethetünk, hogy nála a naplóírás nem csupán időtöltés volt, hanem valamivel komolyabban vette ezt a műfajt, és akár szerkesztette is írásait, és tudatosan írt emelkedettebb stílusban, tehát akár tanulhatta is a naplóírás műfaját, például Kármán József Fanni hagyományai című művéből, amelyet már olvashatott, hiszen Kármán műve jóval Júlia írói tevékenykedése előtt jelent meg.
Fábri Anna magyar írónőkről szóló könyvében olvashatjuk azt, hogy néhány naplóbejegyzése még 1847-ben megjelent, annak ellenére, hogy a többi csak jóval halála után kerülhetett az érdeklődők kezébe. Ezen naplóbejegyzések az Életképekben jelentek meg Petőfi szerkesztésével, aki mindvégig bíztatta Júliát az írásra. Ezek a bejegyzések, melyek akkor megjelentek Koltón keletkeztek, a nászútjuk alatt.
Néhány helyen megfeledkezik arról, hogy az írások az utókornak szólnak, és őszinte vallomásában szíve mélyére enged pillantanunk: „Nézzük a leányt, ki világba lépésekor jó volt, mint isten angyala, szelid és kegyes, mint ők, tiszta, mint bérctetőre esett hó. De ő szeretni kezd, szeretni igazán és lángolón; ábrándozva csügg egész valója az ifjun, ki szerelmét tán csak időtöltésbül, vagy más mellékes érdekekből éleszti, mig ráúnván, könnyelmüen elhagyja, midőn képe és e szerelem már olly erős gyökeret vert a szegény lány szívében, mellyet, midőn szerelme kijátszását látja, vérezve szakit ki belőle; mert a sziv nem szakad meg könnyen, hanem összehúzódik önmagában, elzsibbad és mint jég olly hideg, de nem olly olvadhatóvá lesz…”
Találkozásuk után született első bejegyzéseiben még semmi nyomát sem találhatjuk Petőfi iránt érzett szerelmének. Csak a bizonytalanság és a félelem olvasható azzal kapcsolatban, hogy elveszítheti Petőfit: „Oh csak tudnám őt úgy szeretni, mint amennyire szerettetni érdemel! Hátha akkor kell majd éreznem, mi a szerelem, midőn már egy más leány fogja e szenvedélyes szavak édes mérgét lelkébe szívhatni, s én csak mint a halvány múltnak csekély emléke fogok lelke előtt állhatni, mellyet lassanként a feledés mindig sűrűbb fátyla fog végképp eltakarni.” Azonban Júliának minden hidegsége ellenére éreznie kellett, hogy kötelességei vannak Petőfi iránt, akinek szívében a szenvedély lángját fölgyújtotta. Vele nem űzhetett könnyelmű játékot, megvallja vonzalmát, azonban kételyét is kifejezi.
Miután Júlia szülei megtiltják neki, hogy egyáltalán levelezést folytasson Petőfivel, Júlia levél formájában fogja megírni naplóbejegyzéseit, hogy alkalom adtán elküldhesse ezeket Petőfinek. Ilyen levél formájú naplóbejegyzés például az 1846. október 21-én keletkezett bejegyzése, melyet Nagykárolyban írt és amelyben megvallja Petőfinek szerelmét, de egyben bizonytalanságát is: „Én megvallom, hogy szeretem Önt, jobban, mint bár kit, de én nem merek bízni magamban, hogy fogom-e ezt érezni későbben is, midőn többszöri összejövetelünk és kölcsönös megismerésünk tán olly szinben fog egymásnak mutatni, melly nem lesz arra való, hogy szerelmünket megerősitse.”
1847. május 16-án Petőfi Erdődre érkezik és a két szerelmes titokban a felügyelői kertben eljegyezi egymást és örök hűséget esküdnek egymásnak: „kezdődött a boldogság, melly ismét jóvá tenné egy élet keserűségét. E napon együtt voltunk!… e napok óta vagyok Petőfi jegyese, s e nap óta szeretem őt jobban, mint mindent a világon. Mit tettem és mondtam e napon, azt nem tudom, csak annyit hogy az felér eddigi életem minden napjaival.” Petőfi mielőtt visszament volna Pestre meg akarta kérni Júlia kezét szüleitől. Végül az öreg Szendrey megsajnálta lányát, s hagyta szabadon futni azon az ösvényen, amelyen boldogságát elérhette.
Koltón tartózkodásuk ideje alatt sem hanyagolta el Júlia a naplóírást, ennek köszönhetően mi is megismerhetjük legmélyebb gondolatait, amelyeket az váltott ki, hogy teljesült vágya, azaz Petőfi felesége lehetett. Első Koltón írt bejegyzésében így nyilatkozik: „Csak mióta asszony vagyok, ismerem az élet legédesebb örömeit és legkeserűbb bánatát. Annyira különböznek ezek attól, miket leány-koromban éreztem, hogy úgy tetszik előttem, mintha két egészen új érzelem lenne ez, millyenről azelőtt nem is hallottam.”
Az után, hogy Petőfivel utoljára látták egymást 1849. július 21-én, 10 napra rá Petőfi eltűnt a csatatéren. Júlia naplójában egy olyan rész következik, melyet Kolozsváron írt. Az első bejegyzés 1849. november 8-án keletkezett ugyanott, az utolsó pedig 1850. március 25-én Erdődön. Miután tudtára adták a szomorú hírt, Júlia „bejárta a vértől párolgó csatatért, az elpusztított vidéket, hogy ismerőstől, ismeretlentől eltűnt férje után tudakozódjék.”

## Emlékezete
- Kiskőrösön szobor[24]
- Mezőberényben szobor[25]

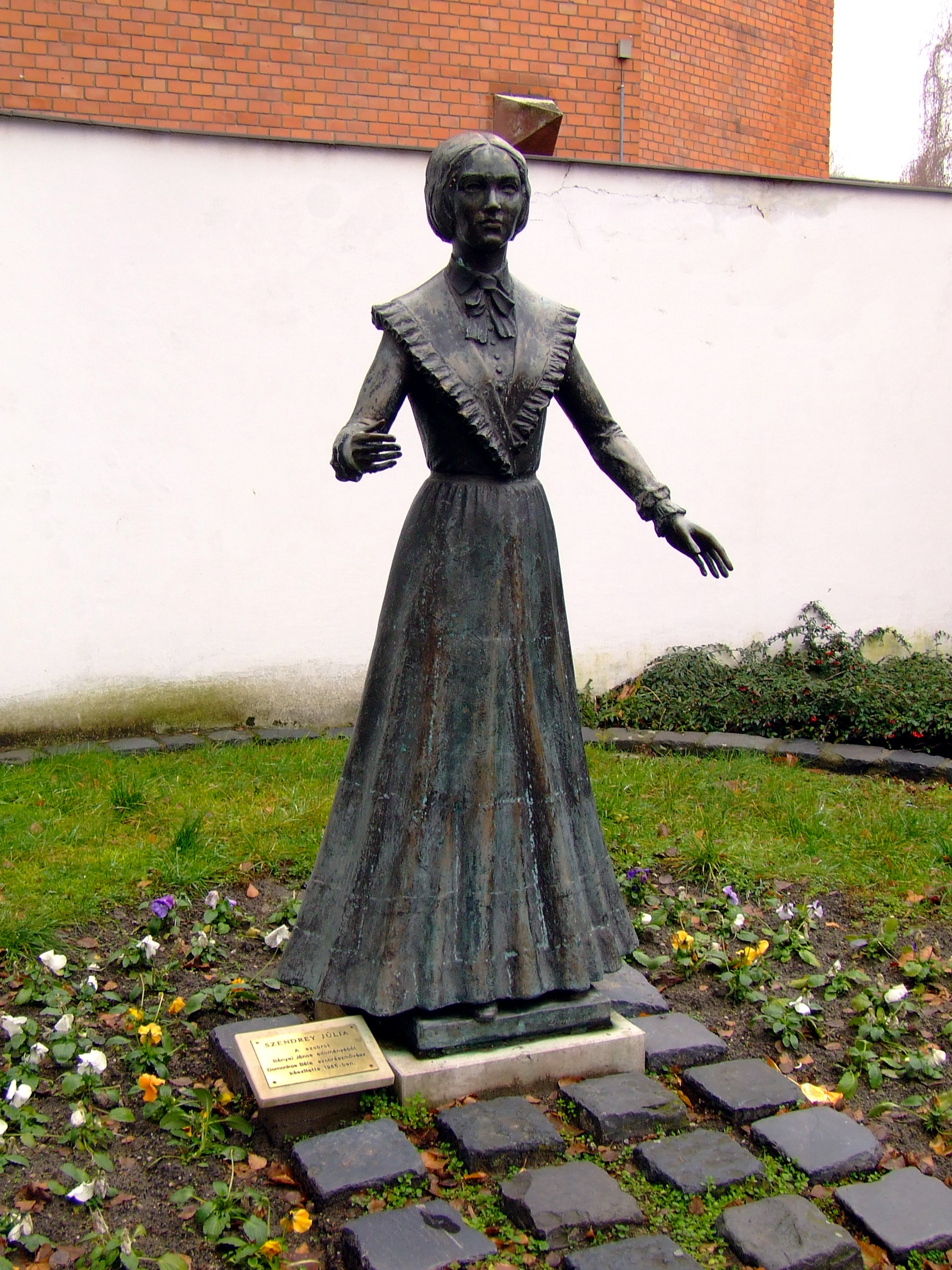
Szendrey Júlia szobra Kiskőrösön, Domonkos Béla alkotása (1985)

- Koppenhágában szobor, Kligl Sándor alkotása,[26][27]
- Keszthelyen utca, iskola is viseli nevét.
- Pécsett utca viseli nevét.
- Szeged-Tápén utca viseli nevét.
- A Keszthelyi Művelődési Ház előcsarnokában 1983-ban helyezték el az emléktábláját.
- Szülőhelye, az Újmajor ma Szendrey Julianna nevét viseli, szülőházára emléktábla került 1923-ban. Itt 2009. március 13-án a Pannon Egyetem Georgikon Kar és Keszthely Város Önkormányzat emlékszobát adott át.[28]
- Kertész Erzsébet: Szendrey Júlia című könyve

## A Petőfi–Horvát–Gyulai családok kapcsolata
| Petrovics István (1791–1849) | Petrovics István (1791–1849) | Petrovics István (1791–1849) | Petrovics István (1791–1849) | Petrovics István (1791–1849) | Petrovics István (1791–1849) |  |  | Hrúz Mária (1791–1849)    | Hrúz Mária (1791–1849)    | Hrúz Mária (1791–1849)    | Hrúz Mária (1791–1849)    | Hrúz Mária (1791–1849)    | Hrúz Mária (1791–1849)    |                           |                           |                            |                            |                            |                            | Horvát István (1784–1846)  | Horvát István (1784–1846)  | Horvát István (1784–1846) | Horvát István (1784–1846) | Horvát István (1784–1846)    | Horvát István (1784–1846)    |                              |                              | Szepessy Karolina             | Szepessy Karolina             | Szepessy Karolina             | Szepessy Karolina             | Szepessy Karolina             | Szepessy Karolina             |                           |                           | Szendrey Ignác (1800–1895) | Szendrey Ignác (1800–1895) | Szendrey Ignác (1800–1895) | Szendrey Ignác (1800–1895) | Szendrey Ignác (1800–1895) | Szendrey Ignác (1800–1895) |                           |                           | Gálovics Anna (1805–1849)  | Gálovics Anna (1805–1849)  | Gálovics Anna (1805–1849)  | Gálovics Anna (1805–1849)  | Gálovics Anna (1805–1849)  | Gálovics Anna (1805–1849)  |                           |                           |                           |                           |                        |                        |                        |                        |  |  |  |  |  |  |  |  |  |  |  |  |  |  |  |  |  |  |  |  |  |  |  |  |  |  |  |  |
| Petrovics István (1791–1849) | Petrovics István (1791–1849) | Petrovics István (1791–1849) | Petrovics István (1791–1849) | Petrovics István (1791–1849) | Petrovics István (1791–1849) |  |  | Hrúz Mária (1791–1849)    | Hrúz Mária (1791–1849)    | Hrúz Mária (1791–1849)    | Hrúz Mária (1791–1849)    | Hrúz Mária (1791–1849)    | Hrúz Mária (1791–1849)    |                           |                           |                            |                            |                            |                            | Horvát István (1784–1846)  | Horvát István (1784–1846)  | Horvát István (1784–1846) | Horvát István (1784–1846) | Horvát István (1784–1846)    | Horvát István (1784–1846)    |                              |                              | Szepessy Karolina             | Szepessy Karolina             | Szepessy Karolina             | Szepessy Karolina             | Szepessy Karolina             | Szepessy Karolina             |                           |                           | Szendrey Ignác (1800–1895) | Szendrey Ignác (1800–1895) | Szendrey Ignác (1800–1895) | Szendrey Ignác (1800–1895) | Szendrey Ignác (1800–1895) | Szendrey Ignác (1800–1895) |                           |                           | Gálovics Anna (1805–1849)  | Gálovics Anna (1805–1849)  | Gálovics Anna (1805–1849)  | Gálovics Anna (1805–1849)  | Gálovics Anna (1805–1849)  | Gálovics Anna (1805–1849)  |                           |                           |                           |                           |                        |                        |                        |                        |  |  |  |  |  |  |  |  |  |  |  |  |  |  |  |  |  |  |  |  |  |  |  |  |  |  |  |  |
|                              |                              |                              |                              |                              |                              |  |  |                           |                           |                           |                           |                           |                           |                           |                           |                            |                            |                            |                            |                            |                            |                           |                           |                              |                              |                              |                              |                               |                               |                               |                               |                               |                               |                           |                           |                            |                            |                            |                            |                            |                            |                           |                           |                            |                            |                            |                            |                            |                            |                           |                           |                           |                           |                        |                        |                        |                        |  |  |  |  |  |  |  |  |  |  |  |  |  |  |  |  |  |  |  |  |  |  |  |  |  |  |  |  |
|                              |                              |                              |                              |                              |                              |  |  |                           |                           |                           |                           |                           |                           |                           |                           |                            |                            |                            |                            |                            |                            |                           |                           |                              |                              |                              |                              |                               |                               |                               |                               |                               |                               |                           |                           |                            |                            |                            |                            |                            |                            |                           |                           |                            |                            |                            |                            |                            |                            |                           |                           |                           |                           |                        |                        |                        |                        |  |  |  |  |  |  |  |  |  |  |  |  |  |  |  |  |  |  |  |  |  |  |  |  |  |  |  |  |
|                              |                              |                              |                              |                              |                              |  |  |                           |                           |                           |                           |                           |                           |                           |                           |                            |                            |                            |                            |                            |                            |                           |                           |                              |                              |                              |                              |                               |                               |                               |                               |                               |                               |                           |                           |                            |                            |                            |                            |                            |                            |                           |                           |                            |                            |                            |                            |                            |                            |                           |                           |                           |                           |                        |                        |                        |                        |  |  |  |  |  |  |  |  |  |  |  |  |  |  |  |  |  |  |  |  |  |  |  |  |  |  |  |  |
| Petőfi István (1825–1880)    | Petőfi István (1825–1880)    | Petőfi István (1825–1880)    | Petőfi István (1825–1880)    | Petőfi István (1825–1880)    | Petőfi István (1825–1880)    |  |  | Petőfi Sándor (1823–1849) | Petőfi Sándor (1823–1849) | Petőfi Sándor (1823–1849) | Petőfi Sándor (1823–1849) | Petőfi Sándor (1823–1849) | Petőfi Sándor (1823–1849) |                           |                           | Szendrey Júlia (1828–1868) | Szendrey Júlia (1828–1868) | Szendrey Júlia (1828–1868) | Szendrey Júlia (1828–1868) | Szendrey Júlia (1828–1868) | Szendrey Júlia (1828–1868) |                           |                           | id. Horvát Árpád (1820–1894) | id. Horvát Árpád (1820–1894) | id. Horvát Árpád (1820–1894) | id. Horvát Árpád (1820–1894) | id. Horvát Árpád (1820–1894)  | id. Horvát Árpád (1820–1894)  |                               |                               | Szendrey Gyula (?–1850)       | Szendrey Gyula (?–1850)       | Szendrey Gyula (?–1850)   | Szendrey Gyula (?–1850)   | Szendrey Gyula (?–1850)    | Szendrey Gyula (?–1850)    |                            |                            |                            |                            |                           |                           | Szendrey Mária (1838–1866) | Szendrey Mária (1838–1866) | Szendrey Mária (1838–1866) | Szendrey Mária (1838–1866) | Szendrey Mária (1838–1866) | Szendrey Mária (1838–1866) |                           |                           | Gyulai Pál (1826–1909)    | Gyulai Pál (1826–1909)    | Gyulai Pál (1826–1909) | Gyulai Pál (1826–1909) | Gyulai Pál (1826–1909) | Gyulai Pál (1826–1909) |  |  |  |  |  |  |  |  |  |  |  |  |  |  |  |  |  |  |  |  |  |  |  |  |  |  |  |  |
| Petőfi István (1825–1880)    | Petőfi István (1825–1880)    | Petőfi István (1825–1880)    | Petőfi István (1825–1880)    | Petőfi István (1825–1880)    | Petőfi István (1825–1880)    |  |  | Petőfi Sándor (1823–1849) | Petőfi Sándor (1823–1849) | Petőfi Sándor (1823–1849) | Petőfi Sándor (1823–1849) | Petőfi Sándor (1823–1849) | Petőfi Sándor (1823–1849) |                           |                           | Szendrey Júlia (1828–1868) | Szendrey Júlia (1828–1868) | Szendrey Júlia (1828–1868) | Szendrey Júlia (1828–1868) | Szendrey Júlia (1828–1868) | Szendrey Júlia (1828–1868) |                           |                           | id. Horvát Árpád (1820–1894) | id. Horvát Árpád (1820–1894) | id. Horvát Árpád (1820–1894) | id. Horvát Árpád (1820–1894) | id. Horvát Árpád (1820–1894)  | id. Horvát Árpád (1820–1894)  |                               |                               | Szendrey Gyula (?–1850)       | Szendrey Gyula (?–1850)       | Szendrey Gyula (?–1850)   | Szendrey Gyula (?–1850)   | Szendrey Gyula (?–1850)    | Szendrey Gyula (?–1850)    |                            |                            |                            |                            |                           |                           | Szendrey Mária (1838–1866) | Szendrey Mária (1838–1866) | Szendrey Mária (1838–1866) | Szendrey Mária (1838–1866) | Szendrey Mária (1838–1866) | Szendrey Mária (1838–1866) |                           |                           | Gyulai Pál (1826–1909)    | Gyulai Pál (1826–1909)    | Gyulai Pál (1826–1909) | Gyulai Pál (1826–1909) | Gyulai Pál (1826–1909) | Gyulai Pál (1826–1909) |  |  |  |  |  |  |  |  |  |  |  |  |  |  |  |  |  |  |  |  |  |  |  |  |  |  |  |  |
|                              |                              |                              |                              |                              |                              |  |  |                           |                           |                           |                           |                           |                           |                           |                           |                            |                            |                            |                            |                            |                            |                           |                           |                              |                              |                              |                              |                               |                               |                               |                               |                               |                               |                           |                           |                            |                            |                            |                            |                            |                            |                           |                           |                            |                            |                            |                            |                            |                            |                           |                           |                           |                           |                        |                        |                        |                        |  |  |  |  |  |  |  |  |  |  |  |  |  |  |  |  |  |  |  |  |  |  |  |  |  |  |  |  |
|                              |                              |                              |                              |                              |                              |  |  |                           |                           |                           |                           |                           |                           |                           |                           |                            |                            |                            |                            |                            |                            |                           |                           |                              |                              |                              |                              |                               |                               |                               |                               |                               |                               |                           |                           |                            |                            |                            |                            |                            |                            |                           |                           |                            |                            |                            |                            |                            |                            |                           |                           |                           |                           |                        |                        |                        |                        |  |  |  |  |  |  |  |  |  |  |  |  |  |  |  |  |  |  |  |  |  |  |  |  |  |  |  |  |
|                              |                              |                              |                              |                              |                              |  |  |                           |                           |                           |                           | Petőfi Zoltán (1848–1870) | Petőfi Zoltán (1848–1870) | Petőfi Zoltán (1848–1870) | Petőfi Zoltán (1848–1870) | Petőfi Zoltán (1848–1870)  | Petőfi Zoltán (1848–1870)  |                            |                            | Horvát Attila (1851–1873)  | Horvát Attila (1851–1873)  | Horvát Attila (1851–1873) | Horvát Attila (1851–1873) | Horvát Attila (1851–1873)    | Horvát Attila (1851–1873)    |                              |                              | ifj. Horvát Árpád (1855–1887) | ifj. Horvát Árpád (1855–1887) | ifj. Horvát Árpád (1855–1887) | ifj. Horvát Árpád (1855–1887) | ifj. Horvát Árpád (1855–1887) | ifj. Horvát Árpád (1855–1887) |                           |                           | Horvát Viola (1857)        | Horvát Viola (1857)        | Horvát Viola (1857)        | Horvát Viola (1857)        | Horvát Viola (1857)        | Horvát Viola (1857)        |                           |                           | Horvát Ilona (1859–1945)   | Horvát Ilona (1859–1945)   | Horvát Ilona (1859–1945)   | Horvát Ilona (1859–1945)   | Horvát Ilona (1859–1945)   | Horvát Ilona (1859–1945)   |                           |                           |                           |                           |                        |                        |                        |                        |  |  |  |  |  |  |  |  |  |  |  |  |  |  |  |  |  |  |  |  |  |  |  |  |  |  |  |  |
|                              |                              |                              |                              |                              |                              |  |  |                           |                           |                           |                           | Petőfi Zoltán (1848–1870) | Petőfi Zoltán (1848–1870) | Petőfi Zoltán (1848–1870) | Petőfi Zoltán (1848–1870) | Petőfi Zoltán (1848–1870)  | Petőfi Zoltán (1848–1870)  |                            |                            | Horvát Attila (1851–1873)  | Horvát Attila (1851–1873)  | Horvát Attila (1851–1873) | Horvát Attila (1851–1873) | Horvát Attila (1851–1873)    | Horvát Attila (1851–1873)    |                              |                              | ifj. Horvát Árpád (1855–1887) | ifj. Horvát Árpád (1855–1887) | ifj. Horvát Árpád (1855–1887) | ifj. Horvát Árpád (1855–1887) | ifj. Horvát Árpád (1855–1887) | ifj. Horvát Árpád (1855–1887) |                           |                           | Horvát Viola (1857)        | Horvát Viola (1857)        | Horvát Viola (1857)        | Horvát Viola (1857)        | Horvát Viola (1857)        | Horvát Viola (1857)        |                           |                           | Horvát Ilona (1859–1945)   | Horvát Ilona (1859–1945)   | Horvát Ilona (1859–1945)   | Horvát Ilona (1859–1945)   | Horvát Ilona (1859–1945)   | Horvát Ilona (1859–1945)   |                           |                           |                           |                           |                        |                        |                        |                        |  |  |  |  |  |  |  |  |  |  |  |  |  |  |  |  |  |  |  |  |  |  |  |  |  |  |  |  |
|                              |                              |                              |                              |                              |                              |  |  |                           |                           |                           |                           |                           |                           |                           |                           |                            |                            |                            |                            |                            |                            |                           |                           |                              |                              |                              |                              |                               |                               |                               |                               |                               |                               |                           |                           |                            |                            |                            |                            |                            |                            |                           |                           |                            |                            |                            |                            |                            |                            |                           |                           |                           |                           |                        |                        |                        |                        |  |  |  |  |  |  |  |  |  |  |  |  |  |  |  |  |  |  |  |  |  |  |  |  |  |  |  |  |
|                              |                              |                              |                              |                              |                              |  |  |                           |                           |                           |                           |                           |                           |                           |                           |                            |                            |                            |                            |                            |                            |                           |                           |                              |                              |                              |                              |                               |                               |                               |                               | Gyulai Aranka (1859–1915)     | Gyulai Aranka (1859–1915)     | Gyulai Aranka (1859–1915) | Gyulai Aranka (1859–1915) | Gyulai Aranka (1859–1915)  | Gyulai Aranka (1859–1915)  |                            |                            | Gyulai Kálmán (1861–1897)  | Gyulai Kálmán (1861–1897)  | Gyulai Kálmán (1861–1897) | Gyulai Kálmán (1861–1897) | Gyulai Kálmán (1861–1897)  | Gyulai Kálmán (1861–1897)  |                            |                            | Gyulai Margit (1862–1885)  | Gyulai Margit (1862–1885)  | Gyulai Margit (1862–1885) | Gyulai Margit (1862–1885) | Gyulai Margit (1862–1885) | Gyulai Margit (1862–1885) |                        |                        |                        |                        |  |  |  |  |  |  |  |  |  |  |  |  |  |  |  |  |  |  |  |  |  |  |  |  |  |  |  |  |

## Szépirodalmi feldolgozások
- Herczeg Ferenc: Szendrey Júlia. Színmű; Singer-Wolfner, Budapest, 1925 (Herczeg Ferenc munkái)
- Kertész Erzsébet: Szendrey Júlia. Életrajzi regény; Móra, Budapest, 1969 (Csíkos könyvek)
- Pethő György: Közelről. Irodalmi forgatókönyv és dokumentumok Szendrey Júlia és Petőfi Zoltán életéből, 1850-1870; Magvető, Budapest, 1984 (Nemzet és emlékezet)
- Désaknai Mária: Petőfiné Szendrey Júlia. Életregény; Désaknai Mária, Budapest, 1989
- Kertész Erzsébet: Szendrey Júlia; 2. átdolg. kiad.; Móra, Budapest, 1988

## Képgaléria

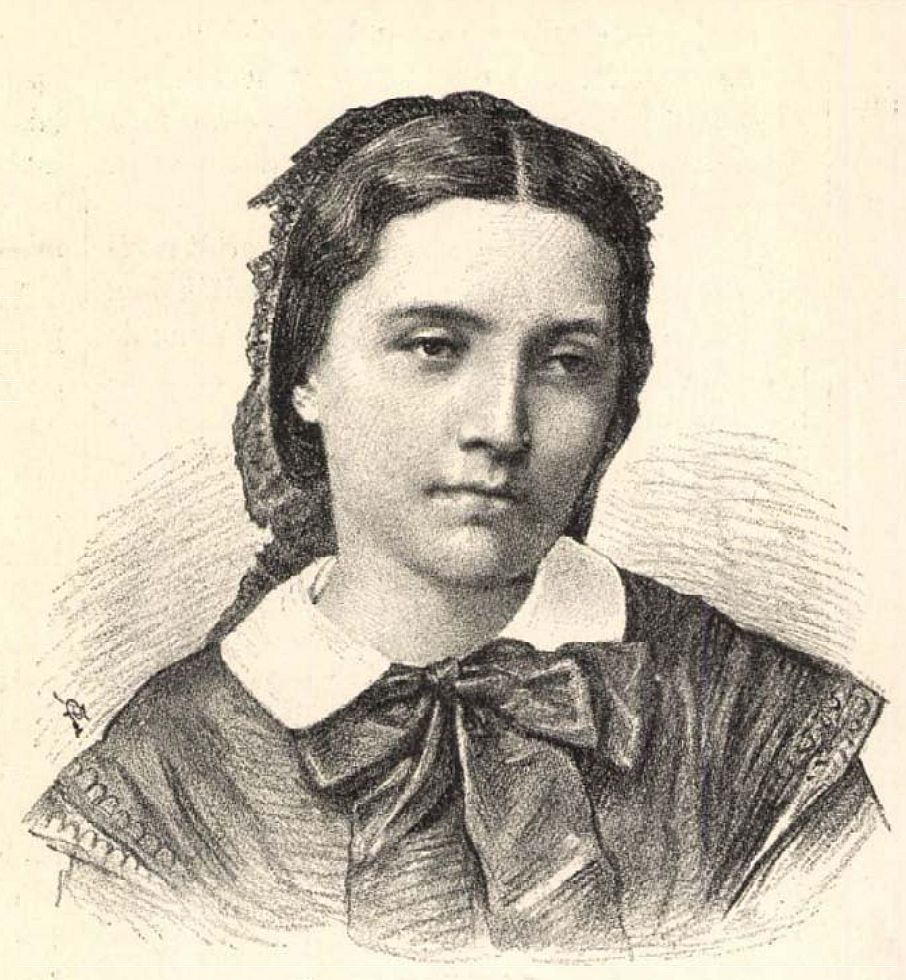
Szendrey Júlia
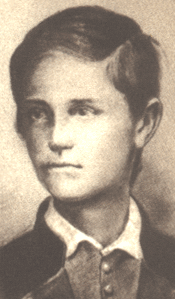
Zoltán, Petőfi fia
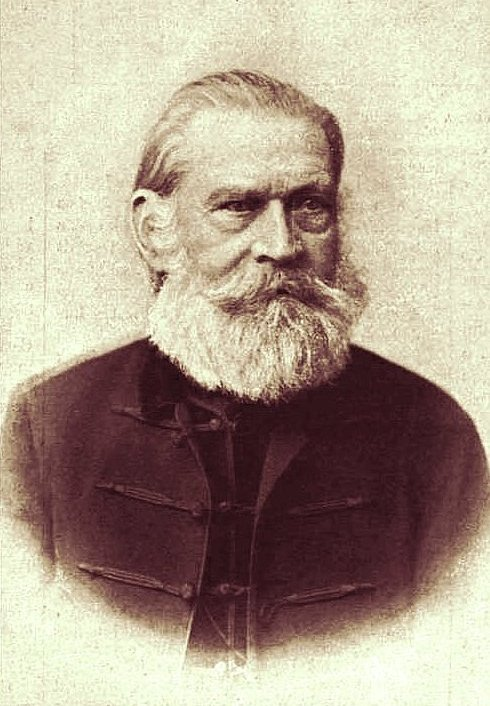
Szendrey Ignác, Petőfi apósa